# Фудзівара но Асатада
Фудзівара но Асатада (яп. 藤原 朝忠; 910  —19 січня 966) — середньовічний японський державний діяч, поет періоду Хейан. Один з «36 видатних поетів Японії» («Тридцять шість безсмертних поетів»).

## Життєпис
Походив з аристократичного роду Північних Фудзівара, гілки клану Фудзівара. Син Фудзівара но Садакати, Правого міністра, та доньки Фудзівара но Ямакаге. Народився 910 року. Здобув гарну освіту, замолоду виявивши хист до складання віршів. 924 року розпочав службу в Лівій внутрішній палацовій гвардії (са-коно'ефу). 925 року призначено управителем (камергером) Східного палацу (палацу спадкоємця трону — тогюдзідзю).
926 року отримав молодший п'ятий ранг. 927 року увійшов до Палати дзідзю. 930 року призначено гоі-но куродо (хранителем V рангу) імператорського архіву (куродо-докоро). 931 року призначено молодшим офіцером Правої середньої палацової гвардії (у-хойефу), 935 року — старшим офіцером Лівої внутрішньої палацової гвардії.
У 936 і 941 роках був тимчасовим губернатором провінцій Харіма і Тамба відповідно. 943 року досяг молодшого четвертого рангу та очолив управління палацових комор (найдзьо-рьо). У 946 і 952 роках був камі (губернатором) провінцій Омі та Ісе відповідно. Водночас 951 року призначено заступником очільника Лівої внутрішньої палацової гвардії.
952 року стає, завдяки чому увійшов до Дайдзьокану (Вищої державної ради). 953 року призначено кокусі провінції Бідзен. 954 року — помічником голови Дадзайфу. 956 року отримав старший четвертий ранг й посаду камі провінції Санукі.
958 року стає головою Правої зовнішньої палацової гвардії, незабаром кебіїсі (головним поліцейським очільником столиці). Того ж року призначено камі (губернатором) провінції Біттю, а 960 року — провінції Ійо.
962 року отримав молодший третій ранг. 963 року призначено середнім державним радником.

## Творчість
Вірші у стилі вака увійшли до персональної збірки «Асатадас-ю». Його вірші також включено в різні офіційні антології, зокрема «Ґосен вака-сю» і «Хякунін іс-сю» (№ 44).

## Родина
1. Дружина — з роду Фудзівара
Діти:
- син

2. Дружина — з роду Фудзівара
Діти:
- Бокусі (931—1061), дружина Мінамото ноМасанобу
- доньку, дружина Мінамото но Сіґенобу